# 鳥居忠意
鳥居 忠意（とりい ただおき）は、江戸時代中期から後期の大名。下野壬生藩の第3代藩主。壬生藩鳥居家7代。

## 生涯
享保2年（1717年）、下野壬生藩第2代藩主・鳥居忠瞭の長男として生まれた。
享保18年（1733年）7月28日に江戸幕府第8代将軍・徳川吉宗に拝謁し、享保19年（1734年）12月18日に叙任された。享保20年（1735年）に父が死去したため家督を継いだ。
見目がよかったため将軍・徳川吉宗に抜擢され、日光東照宮への将軍の名代としての代参役を勤めた。その際に将軍家の葵紋入りの羽織を与えられており、この後も日光代参役を何度も勤めた。延享4年（1747年）5月15日に奏者番となり、宝暦2年（1752年）4月23日には寺社奉行を兼務した。宝暦10年（1760年）3月22日には若年寄となったが、翌年に第9代将軍・徳川家重が死去すると全ての職を辞職した。

### 再度の出仕
ところが、宝暦12年（1762年）5月24日に再び奏者番、寺社奉行、若年寄を兼務することになり、天明元年（1781年）閏5月11日には西の丸老中となり同年9月18日に従四位下を叙任された。天明6年（1786年）に徳川家斉が新将軍となると、本丸老中に任じられた。
寛政3年（1791年）10月11日に眼疾に倒れて、寛政5年（1793年）に高齢のため老中職を辞した。

### 晩年
この間、世子の長男の忠求が寛政元年（1789年）に早世。忠求の長男の忠貴を世継ぎと定めたが、寛政3年（1791年）に廃嫡した。次に世子とされた四男の忠見も寛政6年（1794年）5月12日に父に先立って死去した。
同年7月18日に死去、享年78。忠見の次男の忠燾が家督を継いだ。

## 家族
正室に寂死されたことをきっかけに、側室を多数抱えたが、側室同士が諍いの末に傷害致死事件を起こした。

## 系譜
父母
- 鳥居忠瞭（父）
- 小西氏 ー 側室（母）

正室
- 亀井茲親の養女（亀井茲長の娘）

側室
- 中山氏
- 麻衛氏
- 伊東氏
- 川久保氏

子女
13男7女とされる。
- 鳥居忠求（長男）
- 坪内定系 - 大身旗本5千5百石坪内定孝の婿養子。
- 鳥居忠計 - 竹中元恭、虎子らは同母（麻衛氏）
- 鳥居忠見（四男）- 戸川安昶、鳥居忠寄、鳥居忠良、花房正応正室は同母（伊東氏）
- 竹中元恭（五男）- 大身旗本5千石竹中氏の婿養子。（竹中重寛項目参照）
- 鳥居忠温（七男）- 花房職雍正室、高木正弼正室は同母（川久保氏）
- 戸川安昶（十男）- 大身旗本3千4百石戸川氏（早島戸川家）の養子
- 鳥居忠寄
- 鳥居忠良（十一男）
- 高木正弼正室 - 河内国丹南藩主
- 花房職雍正室 - 大身旗本7千石。花房職秀子孫
- 花房正域の養女（花房正応正室） - 大身旗本5千石。花房正成子孫。正応は豊後国佐伯藩主毛利高丘の三男。
- 虎子 ー 大和国柳本藩主織田秀綿正室のち土屋業直継室

※ 花房両家、戸川氏は備前宇喜多氏の旧臣の家系。
養子
- 鳥居忠貴 ー 鳥居忠求の長男（実孫）
- 鳥居忠燾 - 鳥居忠見の次男（実孫）